# Santa Cruz del Tezontle
Santa Cruz del Tezontle är en ort i Mexiko.   Den ligger i kommunen Atotonilco de Tula och delstaten Hidalgo, i den sydöstra delen av landet, 60 km norr om huvudstaden Mexico City. Santa Cruz del Tezontle ligger 2 316 meter över havet och antalet invånare är 147.
Terrängen runt Santa Cruz del Tezontle är kuperad söderut, men norrut är den platt. Runt Santa Cruz del Tezontle är det ganska tätbefolkat, med 179 invånare per kvadratkilometer. Närmaste större samhälle är Colonia Santa Teresa, 11,1 km söder om Santa Cruz del Tezontle. I omgivningarna runt Santa Cruz del Tezontle växer huvudsakligen savannskog.